# Aan den dijk
Aan den dijk was een verzetsblad uit de Tweede Wereldoorlog, dat vanaf najaar 1944 tot in 1945 in Schagen werd uitgegeven door de landbouwer S. Borst. Het blad verscheen dagelijks in een oplage van 15 exemplaren. Het werd getypt en de inhoud bestond voornamelijk uit nieuwsberichten.